# Леонтьевское (Свердловская область)
Леонтьевское — село в Туринском городском округе Свердловской области, России.

## Географическое положение
Село Леонтьевское муниципального образования «Туринского городского округа» расположено в 10 километрах к западу от города Туринска (по автотрассе — 11 километров), преимущественно на правом берегу реки Ялынка (правого притока реки Тура). В окрестностях села находится ботанический природный памятник — кедровник.

## Прокопиевская церковь
В 1889 году была построена каменная, двухпрестольная церковь. Главный храм был освящён в 1889 году в честь праведного Прокопия Устюжского, придел освящён в честь Рождества Христова. Прокопиевская церковь была закрыта в 1930 году, а после была снесена.

## Население
| 2002 | 2010 | 2021 |
| ---- | ---- | ---- |
| 383  | ↘321 | ↘171 |